# Liu Shijun
Liu Shijun (cinese 劉仕俊; Xiongxian, 1840 – Xiongxian, 1910) è stato un insegnante e di arti marziali cinese.
Liu Shijun è considerato il fondatore dell'Yingzhaoquan.
È stato soprannominato Xiongxian Liu (雄县刘, Liu di Xiongxian),

## La vita
Liu Shijun è nato nel villaggio Guzhuang, nel distretto di Xiongxian (雄县) nella provincia di Hebei nel 1840.
Egli apparteneva ad una famiglia povera, ciò nonostante si dedicò con impegno allo studio delle arti marziali cinesi ed in particolare apprese lo stile Fanziquan.
All'età di venti anni divenne allievo del monaco Fa Cheng (法成). Da lui apprese Yueshi Lianquan (岳氏连拳, che in seguito verrà chiamato Yingzhao Lianquan鹰爪连拳) e numerose tecniche di lancia. Dal monaco Dao Ji (道济), un fratello marziale di maggiore esperienza di Fa Cheng, apprese invece l'arte dei Qinna dell'Yinzhaoquan (鹰爪擒拿术, Yingzhao qinna shu)
Dopo alcuni anni Liu Shijun si trasferì a Pechino dove vincendo numerosi combattimenti si guadagnò la fama di essere uno dei tre maestri migliori nella capitale, assieme a Yang Banhou e a Dong Haichuan.
In seguito venne chiamato ad insegnare al palazzo imperiale.
Tra i suoi allievi ricordiamo: Ji De, Ji Zixiu (纪子修), Xu Liu, Liu Chengyou, Li Zhengsheng, Ge Bing, Liu Dekuan (劉德寬).
Egli morì nel proprio villaggio natale nel 1910.